# Habenaria similaris
Habenaria similaris là một loài thực vật có hoa trong họ Lan. Loài này được Dressler mô tả khoa học đầu tiên.